# Okayama-ben
L'Okayama-ben est un dialecte du japonais utilisé par les habitants de la préfecture d'Okayama (岡山県, Okayama-ken) dans la région de Chūgoku (中国地方, Chūgoku-chihō).
Principalement d'ordre parlé, ce dialecte se caractérise par plusieurs modifications notables du japonais dit académique (標準語, hyōjungo).

## Caractéristiques grammaticales

### Copule de fin de phrase
- La copule finale da (だ) devenant ja (じゃ).

### Mots de qualité
Le suffixe des mots de qualité -たい (-tai) est remplacé par le suffixe -て- (-tee).
- Exemple : おもたい (omotai?, lourd) devient おもて- (omotee).

### Expression du désir (forme volitive)
Le suffixe des mots verbaux -たい (-tai) est remplacé par le suffixe -て- (-tee).
- Exemple : 行きたい (ikitai?, vouloir aller) devient 行きて- (ikitee).

### Expression du don
- Taru (たる), verbe de politesse signifiant d'offrir une action[pas clair] (au lieu de yaru [やる] ou ageru [あげる]).

## Expressions typiques
- Oen (おえん) signifiant « il ne faut pas, n'est pas bien » (au lieu de dame da [駄目だ]).
- Sugee (すげえ) signifiant « super, génial, énorme » (au lieu de sugoi [すごい]).
- Sorya (そりゃ) signifiant « ceci, cela » (au lieu de sore ha [それは]).
- Sonee (そね-) signifiant « pas possible, vous n'y pensez pas » (au lieu de sonna [そんな]).
- Deeree (でえれえ) signifiant « beaucoup, terrible » (au lieu de taihen [たいへん]).
- Nanbo (なんぼ) signifiant « combien cela coute-t-il ? » (au lieu de ikura [いくら]).